# 9522 Schlichting
A 9522 Schlichting (ideiglenes jelöléssel (9522) 1981 DS) egy kisbolygó a Naprendszerben. Schelte J. Bus fedezte fel 1981. február 28-án.